# Alchilfenoli

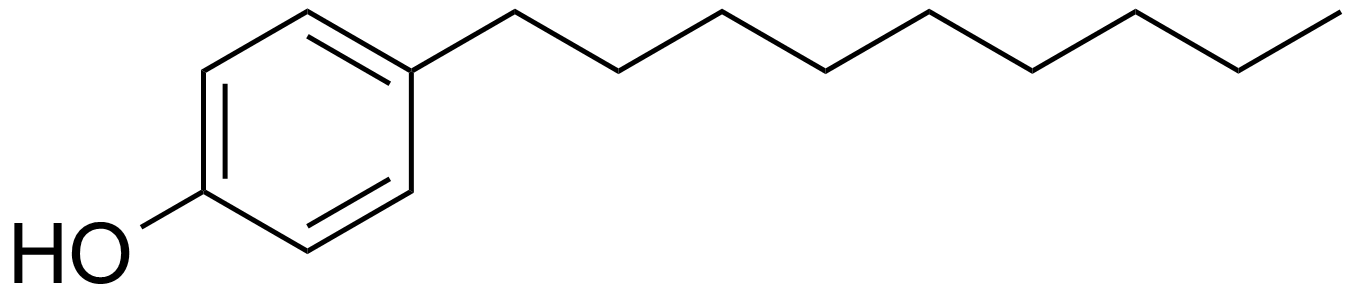
struttura chimica del nonilfenolo, un alchilfenolo con catena alchilica R composta da 9 atomi di carbonio

Gli alchilfenoli (abbreviati con AP) sono sostanze chimiche caratterizzate da un gruppo fenolico cui è legato uno o più gruppi alchilici R. Il numero di atomi di carbonio della catena alchilica R e la presenza di doppi o tripli legami può variare. Gli alchilfenoli esistono sia come composti naturali sia come prodotti artificiali o di sintesi.

## Produzione
Si producono a partire dal fenolo e dalle olefine.

## Uso
Gli alchilfenoli più usati sono quelli sintetici tipo nonilfenoli etossilati (NPE) e gli ottilfenoli etossilati (OPE), utilizzati come agenti tensioattivi, emulsificatori, disperdenti e imbibenti soprattutto in varie applicazioni industriali ma anche nei prodotti di consumo come quelli per uso cosmetico, di tolettatura e parafarmaceutico. Si riscontra inoltre l'uso di derivati come antiossidanti in alcuni tipi di plastica.

## Pericolosità

### Tossicità sugli animali
Queste sostanze sono in genere fisiologicamente molto attive. Alcuni composti sono riconosciuti come la causa di dermatiti ed allergie, per altri si stanno raccogliendo ancora i dati medici in seguito alla prolungata esposizione.

### Pericolosità per l'ambiente
Gli alchilfenoli sono persistenti, bioaccumulabili e tossici per gli organismi acquatici.